# Athamanta macedonica
Athamanta macedonica är en växtart i släktet Athamanta och familjen flockblommiga växter. Den beskrevs först av Carl von Linné, och fick sitt nu gällande namn av Kurt Sprengel.
Athamanta macedonica är perenn och förekommer i södra Italien och södra Balkan. Den har även rapporterats från Algeriet, även om den inte är ursprunglig där.

## Underarter
Arten har tre accepterade underarter:
- A. m. subsp. albanica (Alston & Sandwith) Tutin
- A. m. subsp. arachnoidea (Boiss. & Orph.) Tutin
- A. m. subsp. macedonica